# 聖伯納德 (內布拉斯加州)
聖伯納德（英語：Saint Bernard）是位於美國內布拉斯加州普拉特縣的非建制地區。

## 歷史
聖伯納德的郵局於1879年設立，其後於1906年停運。

## 地理
聖伯納德所處的海拔為高於海平面537米（即1762英呎），而該地所採用的時區為UTC-6，即北美中部时区（CST）。同時該地設有夏令時間，為UTC-6調快一小時，即UTC-5（CDT）。